# Xanthine
Xanthine, vroeger ook aangeduid als xanthinezuur en volgens de IUPAC 3,7-dihydro-purine-2,6-dion, is een purinebase die voorkomt in de meeste organen en weefsels van praktisch alle organismen. Verbindingen waarvan het centrale deel van het molecuul gevormd wordt door de twee ringen in xanthine, worden aangeduid als xanthines.

## Medische toepassingen van xanthines
Xanthines vormen een groep alkaloïden die veel gebruikt worden vanwege de stimulerende effecten en als bronchodilatatoren, vooral in het behandelen van astma. De effecten zijn echter breed en de therapeutische breedte is smal waardoor ze niet het meestgebruike astmamedicijn zijn. Het therapeutische niveau is 10-20 microgram/mL bloed. Giftigheidtekenen zijn onder andere trillen en misselijkheid.
Gemethyleerde xanthinederivaten zijn cafeïne (in koffie en gewone thee), paraxanthine, theofylline en theobromine (vooral in chocolade). Deze stoffen remmen fosfodiesterase en adenosine.
Xanthine, de stamverbinding, is een metaboliet van purines (uit guanine door guanine desaminase, uit hypoxanthine door xanthine oxidoreductase) en wordt zelf omgezet in urinezuur door het enzym xanthine oxidase. Sommige mensen hebben een tekort aan dit enzym waardoor xanthine niet (voldoende) kan worden omgezet in urinezuur. Deze zeldzame erfelijke aandoening wordt xanthinuria genoemd.
Xanthines zijn purinederivaten en worden in zeer kleine hoeveelheden gevonden in nucleïnezuren.
De verschillende methylxanthines hebben niet alleen effect op de luchtwegen, maar verhogen ook de hartslag en de kracht waarmee het hart pompt, bij hoge doses treden hartritmestoornissen op. In het centraal zenuwstelsel stimuleren zij alertheid, het ademhalingscentrum, en worden ze toegepast ter bestrijding van apneu bij kinderen. Bij hoge dosis treedt misselijkheid op, die niet met anti-braakmiddelen te bestrijden is. Methylxanthines stimuleren de afgifte van pepsine en maagzuur.
Methylxanthines worden in de lever door cytochroom P450 gemetaboliseerd.
Tot de gemethyleerde xanthines behoren naast de al eerder genoemde groep ook aminophylline, IBMX, paraxanthine en pentoxifylline. Deze stoffen werken zowel als
1. competitieve niet-selectieve fosfodiesterase inhibitoren[3] waardoor de concentratie intracellulair cAMP stijgt, waardoor PKA geactiveerd wordt, inhibitie van TNF-alpha[2][4] en leukotrieen[5] synthese optreedt, en remming van ontstekingsverschijnselen en aangeboren immuniteit.[5]
2. niet-selectieve adenosinereceptor antagonist[6] waarmee het slaperigheid veroorzakende adenosine tegengewerkt wordt.

De verschillende verbindingen vertonen een grote spreiding aan activiteit ten gevolge van het grote aantal subtypes van de receptor. Er is daarom een groot aantal synthetische xanthines ontwikkeld, en lang niet altijd met een of meer methylgroepen, in de zoektocht naar grotere selectiviteit voor het enzym fosfodiesterase of de subtypes van de adenosinereceptor.

## Voorbeelden

Basisstructuur van xanthines

| Naam        | R1  | R2  | R3  | IUPAC-naam                                   | Komt voor in                      |
| ----------- | --- | --- | --- | -------------------------------------------- | --------------------------------- |
| Cafeïne     | CH3 | CH3 | CH3 | 1,3,7-trimethyl-1H-purine-2,6(3H,7H)-dione   | koffie, guarana, maté, thee, cola |
| Theobromine | H   | CH3 | CH3 | 3,7-dihydro-3,7-dimethyl-1H-purine-2,6-dione | chocolade, maté                   |
| Theofylline | CH3 | CH3 | H   | 1,3-dimethyl-7H-purine-2,6-dione             | thee, chocolade, maté             |
| Xanthine    | H   | H   | H   | 3,7-dihydro-purine-2,6-dione                 | planten, dieren                   |